# HDCD
HDCD(High Definition Compatible Digital)는 표준 콤팩트 디스크 디지털 오디오보다 향상된 다이내믹 레인지를 제공하는 동시에 기존 CD 플레이어와의 하위 호환성을 유지하는 독점 오디오 인코딩-디코드 프로세스이다.
원래 퍼시픽 마이크로소닉스(Pacific Microsonics)에서 개발한 최초의 HDCD 지원 CD는 1995년에 출시되었다. 2000년에 마이크로소프트가 이 기술을 인수했으며 다음 해에는 5,000개 이상의 HDCD 타이틀을 사용할 수 있게 되었다. 마이크로소프트의 HDCD 공식 웹사이트는 2005년에 중단되었다. 2008년에는 사용 가능한 타이틀 수가 약 4,000개로 감소했다.
많은 CD 및 DVD 플레이어에는 HDCD 디코딩이 포함되어 있으며 개인용 컴퓨터에 있는 마이크로소프트의 윈도우 미디어 플레이어 버전 9 이상에서는 HDCD를 디코딩할 수 있다.
HDCD는 닐 영, 비치 보이스 및 그레이트풀 데드와 같은 여러 아티스트가 가장 좋아하는 제품으로 이들 모두의 카탈로그에 이 형식으로 재발행된 여러 타이틀이 있다.

## 같이 보기
- 듀얼디스크
- DVD 오디오
- XRCD
- 슈퍼 오디오 CD